# Crazy Heart
Crazy Heart és una pel·lícula estatunidenca de drama-musical, escrita i dirigida per Scott Cooper i basada en la novel·la del mateix nom de l'any 1987 escrita per Thomas Cobb. Jeff Bridges interpreta a Bad Blake, un músic cantautor de country que intenta donar un gir en la seva vida després de començar una relació amb una jove periodista anomenada Jean, interpretada per Maggie Gyllenhaal. Colin Farrell, Robert Duvall, Beth Grant i Jack Nation hi tenen rols secundaris. Bridges, Farrel i Duvall també apareixen cantant en la pel·lícula. El protagonista està inspirat en una combinació de Waylon Jennings, Kris Kristofferson i Merle Haggard. Inicialment, Cooper volia fer una biografia d'en Haggard, però els drets per a publicar sobre la història de la seva vida eren massa difícils d'obtenir. La novel·la en què es basa fou inspirada pel cantant de country Hank Thompson.

## Premis i nominacions

### Premis
- 2010: Oscar al millor actor per Jeff Bridges
- 2010: Oscar a la millor cançó original per Ryan Bingham i T-Bone Burnett amb "The Weary Kind"
- 2010: Globus d'Or al millor actor dramàtic per Jeff Bridges
- 2010: Globus d'Or a la millor cançó original per Ryan Bingham i T-Bone Burnett amb "The Weary Kind"
- 2011: Grammy al millor àlbum de banda sonora per cinema, televisió o altre mitjà visual per Stephen Bruton i T-Bone Burnett
- 2011: Grammy a la millor cançó escrita per cinema, televisió o altre mitjà visual per Ryan Bingham i T-Bone Burnett amb "The Weary Kind"

### Nominacions
- 2010: Oscar a la millor actriu secundària per Maggie Gyllenhaal
- 2010: BAFTA al millor actor per Jeff Bridges
- 2010: BAFTA a la millor música per Stephen Bruton i T-Bone Burnett